# 리애니미디어
리애니미디어(영어: Reanimedia, 러시아어: Реанимедиа)는 러시아, 벨라루스, 카자흐스탄과 발트 3국에서 리애니미디어 재팬«Reanimedia Japan»과 함께 공동으로 일하고 있는 아니메디스트리뷰터(дистрибьютор)이다. 회사는 2007년 중순에 창립되게 되었지만, 2008년초에 2개의 첫디스크들(«펫 숍 오브 호러즈»와 «초속 5센티미터»)가 발행되게 되었다.

## 협력자들
- 아르툠 톨스토브로프(Артём Толстобров) — 총관리자
- 스테판 샤시킨(Степан Шашкин) — 총관리자
- 올레크 솁첸코(Олег Шевченко) — 회계관리자
- 안드레이 페트로프(Андрей Петров) — 발전의 관리자
- 알렉산드르 필첸코(Александр Фильченко) — 더빙관리자
- 발레리 코르네예프(Валерий Корнеев) — 예술관리자
- 리디야 쿨리코바(Лидия Куликова) — 편집장
- 안톤 블라소프(Антон Власов) — 개발자
- 니콜라이 노비츠키(Николай Новицкий) — 일꾼

회사의 멤버에서 비슷하게 일했다
- 스베틀라나 그레치시니코바(Светлана Гречишникова) — 주요 회계원
- 막심 가시코프(Максим Гашков) — 개발자
- 율리야 안토노바(Юлия Антонова) — 법률고문
- 일리야 이사이킨(Илья Исайкин) — 음향감독

더빙배우
더빙배우들에 대해서 정보를 더빙스튜디오의 일들 또는 아니메 뉴스 네트워크(Anime News Network)사이트에서 회사 페이지를 통한 부에서 Reanimedia사이트에서 볼 수 있다.
물론 회사와 함께 일하고 있다
- 이고리 스코친스키(Игорь Скочинский) — 러시아어 번역 배우(«시간을 달리는 소녀»)
- 니콜라이 카라예프(Николай Караев) — 러시아어 번역 배우(«초속 5센티미터», «스즈미야 하루히의 우울», «하이바네 연맹»)
- 파벨 루카비친(Павел Рукавицын) — 러시아어 번역 배우(«펫 숍 오브 호러즈»)
- 나탈리야 루마크(Наталья Румак) — 러시아어 번역 배우(«스즈미야 하루히의 소실», «스즈미야 하루히의 우울. 두 번째 시즌»)
- 레프 그린베르크(Лев Гринберг) — 러시아어 번역 배우(«천원돌파 그렌다간»)
- 올레크 부구츠키(Олег Бугуцкий) — 러시아어 번역 배우(«늑대와 향신료»)

## 일들의 목록

### 아니메 허가 목록
- 2007년 «펫 숍 오브 호러즈»(«Pet Shop of Horrors»)[1]
- 2007년 «초속 5센티미터» («Byōsoku Go Senchimētoru»)[2]
- 2007년 «시간을 달리는 소녀» («Toki o Kakeru Shōjo»)[3]
- 2007년 «스즈미야 하루히의 우울» («Suzumiya Haruhi no Yūutsu»)[4]
- 2008년 «천원돌파 그렌다간» («Tengen Toppa Gurrenn-Lagann»)
- 2008년 «하이바네 연맹» («Haibane Renmei»)[5][6]
- 2009년 «늑대와 향신료» («Ookami to Koushinryou»)[7]
- 2010년 «스즈미야 하루히의 우울» (2009) («Suzumiya Haruhi no Yūutsu»)[8]
- 2010년 «스즈미야 하루히의 소실» («Suzumiya Haruhi no Shōshitsu»)[8]

### 인쇄 허가 목록
- 2009년 «초속 5센티미터» («Byōsoku Go Senchimētoru»)[9]

### 공동으로의 일들 목록

#### 시네마 프레스티지(Cinema Prestige)
«리애니미디어»는 자료에서 다음의 더빙을 실현하고 있다.:
- 2009년 «알리바바와 40인의 도적» («Alibaba to Yonjubiki no Tozuku»)
- 2009년 «장화 신은 고양이» («Nagagutsu Sanjuushi»)

#### 이스타리 코믹스(Истари комикс)
«리애니미디어»와 함께 공동으로 다음 만화를 보내고 있다:
- 2009년 «늑대와 향신료» («Ookami to Koushinryou»)[7]

#### 메가아니메(Мега-Аниме)
리애니미디어는 몇 개의 작품들, 허가화한 «메가아니메»회사에 의해서 (포함한 더빙과 마스터링) 발행으로 준비를 인수하고 있다.:
- 2010년 «에반게리온:서» («Evangelion: 1.11 You Are [Not] Alone»)
- 2011년 «파라다이스 키스» («Paradise Kiss»)

#### 러스시코(RUSCICO, Russian Cinema Council)
«리애니미디어»는 다음 자료의 더빙을 실현하고 있다.
- 2010년 «모노노케 히메» («Mononoke Hime»)

## 참고 문헌
1. ↑  “Официальное объявление о лицензировании ТВ-сериала «Магазинчик ужасов» (Pet Shop of Horrors)”. Reanimedia. 2010년 6월 10일에 확인함.
2. ↑  “Официальное объявление о лицензировании анимационного фильма «Пять сантиметров в секунду» (Byousoku Go Senchimetoru)”. Reanimedia. 2010년 6월 10일에 확인함.
3. ↑  “Официальное объявление о лицензировании анимационного фильма «Девочка, покорившая время» (Toki o Kakeru Shoujo)”. Reanimedia. 2010년 6월 10일에 확인함.
4. ↑  “Официальное объявление о лицензировании ТВ-сериала «Меланхолия Харухи Судзумии» (Suzumiya Haruhi no Yuutsu)”. Reanimedia. 2010년 6월 10일에 확인함.
5. ↑  “Официальное объявление о лицензировании сериала «Альянс Серокрылых» (Haibane Renmei)”. Reanimedia. 2010년 6월 10일에 확인함.
6. ↑  “Союз Серокрылых: смена названия, список актеров дубляжа”. Reanimedia. 2010년 6월 10일에 확인함.
7. 1 2  “Официальное объявление о лицензировании сериала «Волчица и пряности» (Ookami to Koushinryou)”. Reanimedia. 2010년 6월 10일에 확인함.
8. 1 2  “Официальное объявление о лицензировании второго сезона сериала «Меланхолия Харухи Судзумии» и анимационного фильма «Исчезновение Харухи Судзумии»”. Reanimedia. 2010년 9월 27일에 확인함.
9. ↑  Официальное объявление о лицензировании романа Макото Синкая «Пять сантиметров в секунду»
10. 1 2  “Работы студии дубляжа компании «Реанимедиа»”. Reanimedia. 2010년 8월 7일에 확인함.
11. ↑  “Компания «Реанимедиа» информирует о начале сотрудничества с компанией «Мега-Аниме»”. Reanimedia. 2010년 6월 10일에 확인함.